# François Mathy
François Mathy (Bruselas, 31 de diciembre de 1944) es un jinete belga que compitió en la modalidad de salto ecuestre.
Participó en dos Juegos Olímpicos de Verano, en los años 1972 y 1976, obteniendo dos medallas de bronce en Montreal 1976, en las pruebas individual y por equipos (junto con Eric Wauters, Edgar-Henri Cuepper y Stanny Van Paesschen).

## Palmarés internacional
| Juegos Olímpicos | Juegos Olímpicos  | Juegos Olímpicos  | Juegos Olímpicos |
| Año              | Lugar             | Medalla           | Categoría        |
| ---------------- | ----------------- | ----------------- | ---------------- |
| 1976             | Montreal (Canadá) | Medalla de bronce | Individual       |
| 1976             | Montreal (Canadá) | Medalla de bronce | Por equipos      |